# Harry Davenport

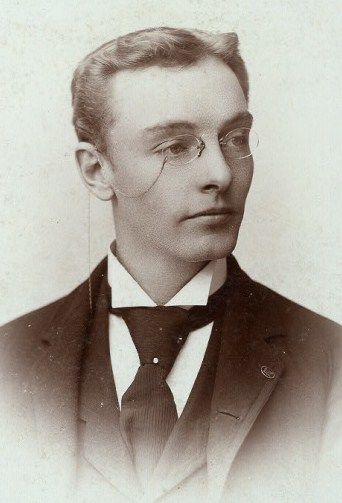
Harry Davenport (ca. 1895)

Harry Davenport (* 19. Januar 1866 in Canton, Pennsylvania als Harold George Bryant Davenport; † 9. August 1949 in Los Angeles, Kalifornien) war ein US-amerikanischer Schauspieler, dessen Karriere in diesem Beruf insgesamt 78 Jahre umspannte. Er wirkte in rund 165 Filmen sowie fast 40 Broadway-Stücken als Darsteller und zählte zu den Mitbegründern einer wichtigen Schauspielgewerkschaft. Im hohen Alter feierte er in Hollywood beachtliche Erfolge, etwa als Dr. Meade in Vom Winde verweht (1939). Bette Davis würdigte ihn nach seinem Tod als „größten Charakterdarsteller aller Zeiten“.

## Leben

### Familie
Harry Davenport wurde 1866 im Dorf Canton in Pennsylvania geboren, wo seine Familie einen Zweitwohnsitz hatte. Er entstammte einer langen Reihe von Theaterschauspielern, seine Eltern waren Edward Loomis Davenport sen. und Elizabeth Vining. Er hatte acht Geschwister, von denen zwei allerdings im Kindesalter starben. Er und die meisten seiner übrigen Geschwister traten in die Fußstapfen der Eltern, darunter seine älteste Schwester Fanny Davenport und sein vier Jahre älterer Bruder Edgar Loomis Davenport jun. Seine Schwester Lily Vining wurde Opernsängerin. Die Schauspieltradition der Familie wurde auch durch Davenport fortgesetzt: Er heiratete 1893 die Schauspielerin Alice Davenport (1864–1936), ihre gemeinsame Tochter Dorothy Davenport (1895–1977) wurde ebenfalls Schauspielerin. Von 1913 bis zu seinem Tod 1923 war Dorothys Ehemann (und somit Harry Davenports Schwiegersohn) der Stummfilmstar Wallace Reid.
Die Ehe zwischen Alice und Harry Davenport wurde 1896 geschieden. Nur wenig später heiratete er die Sängerin und Schauspielerin Phyllis Rankin (1874–1934), die ebenfalls aus einer traditionellen Schauspielerfamilie stammte. Diese Ehe hielt bis zum Tod von Rankin. Ihre drei biologischen Kinder Ned Davenport, Ann Davenport und Kate Davenport sowie Harrys Stiefsohn Arthur Rankin wurden allesamt Schauspieler. Seine Enkelsöhne Dirk Wayne Summers (* 1931) und Arthur Rankin Jr. (1924–2014) waren ebenfalls als Filmemacher im Filmgeschäft tätig. Durch seine Ehe mit Phyllis war Davenport zudem Schwager von Lionel Barrymore, da dieser zu diesem Zeitpunkt mit Phyllis’ Schwester Doris verheiratet war. Während seiner Filmkarriere trat der als Antiquitätenliebhaber bekannte Davenport immer wieder an der Seite von Familienangehörigen wie seinem Schwager Barrymore oder – bei Vom Winde verweht – zusammen mit seinem Sohn und seinem Enkelkind auf.

### Theaterkarriere
Bereits 1871 erfolgte das Bühnendebüt des fünfjährigen Harry im Stück Damon und Phytias als Damons Sohn. Nach dem Herauswachsen aus Kinderrollen und seinem Schulabschluss lernte er sein Handwerk in der Theatertruppe von Frank M. Mayo, wo er in Stücken von Shakespeare und Schiller mitwirkte. Anschließend arbeitete er für vier Jahre am Alcazar Theatre in San Francisco, ehe er sich dem Broadway in New York zuwandte: In dem Musical The Voyage of Suzette gab er dort 1894 sein Broadway-Debüt. Bis 1910 trat er in verschiedenen erfolgreichen Stücken auf und erwarb sich den Ruf eines angesehenen Schauspielers. Stücke wie The Belle of New York und The Rounders machten ihn bis zur Jahrhundertwende zu einem bekannten Namen. Er spielte vor allem in Musicals, hatte 1902 neben Ethel Barrymore aber auch eine Hauptrolle im Drama A Country Mouse. Weiterhin spielte er im frühen 20. Jahrhundert an der Seite von führenden Darstellerinnen wie Elsie Ferguson und Pauline Frederick.
Im Jahr 1913 war Davenport mit Theaterlegende Eddie Foy federführend bei der Gründung der Schauspielergewerkschaft „Actor’s Equity Association“, die bis heute Bestand hat. Ziel war es, die Broadway-Darsteller vor der Ausbeutung durch gierige Produzenten zu schützen: Die Probenzeiten von Stücken etwa wurden damals meist nicht bezahlt, die meisten Schauspieler hatten eine Siebentagewoche und man konnte ihnen ohne Probleme fristlos kündigen. Da die Broadway-Produzenten Davenports weitere Karriere am Theater behinderten, wandte er sich dem Film zu: Mit 43 Jahren gab er sein Leinwanddebüt 1914 in der Stummfilm-Komödie Too Many Husbands und spielte bis 1921 in zahlreichen Stummfilmen. 1915 war er einer der Komiker-Stars der Vitagraph in einer Serie von Kurzfilmen über die Familie Jarr. Zwischen 1915 und 1917 arbeitete er für dieses und andere Studios zudem als Regisseur von rund 40 Kurz- und Langfilmen. Im Jahre 1919 kam es durch die Actor’s Equity Association zum ersten Streik von Theaterschauspielern in der US-Geschichte, der letztlich damit endete, dass die Association die meisten ihrer Forderungen durchsetzen konnte. In der Folge feierte Davenport weitere Broadway-Erfolge mit Stücken wie Lightnin (lief über drei Jahre von 1918 bis 1921), Thank You (1921–1922) und Topaze (1930).
Im Zuge der Great Depression liefen ab 1929 auch die Produktionen am Broadway zunehmend schlechter. Harry Davenport und seine Frau erhielten weniger Rollenangebote und verkauften zeitweise selbstgepflückte Erdbeeren für den Lebensunterhalt. Anfang der 1930er-Jahre versuchte sich Davenport gelegentlich auch wieder als Filmschauspieler, aber nur mit mäßigem Erfolg.

### Die späte Filmkarriere
Nach dem unerwarteten Tod seiner Frau Phyllis im Jahre 1934 beschloss Davenport, mit seinem Auto nach Hollywood zu fahren, um dort erneut ins Filmgeschäft einzusteigen. Schnell baute er sich sein Renommee wieder auf und wurde zu einem der bekanntesten Darsteller seines Alters. In Nebenrollen spielte Davenport nun zumeist liebenswerte Großväter, mitfühlende Ärzte, weise Richter oder würdevolle Autoritätspersonen. Ende der 1930er-Jahre vollbrachte er das Kunststück, hintereinander in drei Filmen zu spielen, die jeweils den Oscar für den Besten Film ihres Jahres erhielten: Das Leben des Emile Zola (1937), Lebenskünstler (1938) und, in seiner heute vielleicht bekanntesten Rolle, als Doktor Meade in Vom Winde verweht (1939). Zu diesem Zeitpunkt war Davenport mit seiner langen Schauspielkarriere bei seinen Kollegen so respektiert, dass er von der Vom Winde verweht-Filmcrew einen eigenen Stuhl am Filmset geschenkt bekam. Auch Bette Davis erinnerte sich daran, dass „jeder von uns glücklich war, wenn er in einem unserer Filme besetzt wurde.“ Während in den USA die damalige Lebenserwartung rund 60 Jahre betrug, drehte der über 70-jährige Davenport mindestens ein halbes Dutzend Filme pro Jahr. Dies begründete er in einem Interview einmal so:

„Ich hasse es, Männer in meinem Alter zu sehen, die sich niedersetzen und Sozialstütze bekommen, im Glauben ihr Leben sei vorüber. Ein alter Mann muss zeigen, dass er sein Handwerk beherrscht und kein Faulenzer ist. Wenn er das geschafft hat, kann er sein Pensionsgeld einstreichen und dafür Gänseblümchen kaufen.“

Ein bekannter Auftritt von Davenport war auch seine Rolle als greiser König von Frankreich in William Dieterles Literaturverfilmung Der Glöckner von Notre Dame nach Victor Hugos gleichnamigen Roman. In Alfred Hitchcocks Thriller Der Auslandskorrespondent (1940) spielte er den Chefredakteur einer Zeitung, in Sam Woods Drama Kings Row (1942) verkörperte er einen Oberst und in William A. Wellmans Western Ritt zum Ox-Bow (1942) opponierte er als respektabler Bürger vergeblich gegen einen Lynchmob. Häufig war er auch in exzentrisch-liebenswerten Rollen zu sehen, etwa als Einsiedler einer Geisterstadt in der Komödie Die Braut kam per Nachnahme (1941) neben James Cagney und Bette Davis sowie als Judy Garlands lebenskluger Großvater in Vincente Minnellis Film-Musical Meet Me in St. Louis (1944). In Der dünne Mann kehrt heim stellte er 1945 den Vater des von William Powell gespielten Detektivs Nick Charles dar. Im Filmdrama Das Schicksal der Irene Forsyte war er 1949 als Vater von Errol Flynn und Walter Pidgeon zu sehen, wobei er den verstorbenen C. Aubrey Smith ersetzte. In einigen B-Movies wie der Krimikomödie Granny Get Your Gun (1940) neben May Robson oder dem Drama The Enchanted Forest (1946) neben Edmund Lowe spielte der gewöhnlich als Nebendarsteller besetzte Davenport auch Hauptrollen.

### Tod
Im August 1949 starb Harry Davenport plötzlich im Alter von 83 Jahren an einem Herzinfarkt, nur eine Stunde nachdem er noch seinen Agenten Walter Herzbrun wegen einer neuen Rolle angerufen hatte. Sein letzter Film – die Komödie Lach und wein’ mit mir, in der er einen betrunkenen Butler spielte – wurde erst acht Monate nach seinem Tod veröffentlicht. Ein Nachruf einer Zeitung rühmte ihn damit, die bis dahin längste Schauspielerkarriere der amerikanischen Geschichte (von 1871 bis 1949) gehabt zu haben. Er wurde auf dem Kensico Cemetery in Valhalla bei New York neben seiner Ehefrau Phyllis beigesetzt.

## Filmografie (Auswahl)
- 1914: Too Many Husbands
- 1915: Mr. Jarr (Filmreihe)
- 1916: Sowers and Reapers
- 1921: High Society (Among Those Present)
- 1930: Her Unborn Child
- 1935: Ein charmanter Schurke (The Scoundrel)
- 1936: The Case of the Black Cat
- 1937: Der Frauenmörder (Under Cover of Night)
- 1937: Maienzeit (Maytime)
- 1937: Der dritte Grad (They Won’t Forget)
- 1937: Das Leben des Emile Zola (The Life of Emile Zola)
- 1937: The Great Garrick
- 1937: Ein Kerl zum Verlieben (The Perfect Specimen)
- 1937: First Lady
- 1937: Frisco-Express (Wells Fargo)
- 1937: Mr. Dodd Takes the Air
- 1937: Radio Patrol
- 1938: Goldene Erde Kalifornien (Gold Is Where You Find It)
- 1938: Wirbelwind aus Paris (The Rage of Paris)
- 1938: Marie-Antoinette
- 1938: Lebenskünstler (You Cant’t Take It with You)
- 1938: Drei Schwestern aus Montana (The Sisters)
- 1938: Mein Mann, der Cowboy (The Cowboy and the Lady)
- 1939: Ein ideales Paar (Made for Each Other)
- 1939: Liebe und Leben des Telefonbauers A. Bell (The Story of Alexander Graham Bell)
- 1939: Vom Winde verweht (Gone with the Wind)
- 1939: Der Glöckner von Notre Dame (The Hunchback of Notre Dame)
- 1940: Paul Ehrlich – Ein Leben für die Forschung (Dr. Ehrlich’s Magic Bullet)
- 1940: Ein Ehemann zuviel (Too Many Husbands)
- 1940: Hölle, wo ist dein Sieg (All This, and Heaven Too)
- 1940: Granny Get Your Gun
- 1940: Glückspilze (Lucky Partners)
- 1940: Der Auslandskorrespondent (Foreign Correspondent)
- 1941: I Wanted Wings
- 1941: Ehekomödie (That Uncertain Feeling)
- 1941: Die Braut kam per Nachnahme (The Bride Came C.O.D.)
- 1941: Mit einem Fuß im Himmel (One Foot in Heaven)
- 1942: Abenteuer in der Südsee (Son of Fury: The Story of Benjamin Blake)
- 1942: Kings Row
- 1942: Die fröhliche Gauner GmbH (Larceny, Inc.)
- 1942: 10 Leutnants von West-Point (Ten Gentlemen from West Point)
- 1942: Sechs Schicksale (Tales of Manhattan)
- 1943: Der 7. Dezember (December 7th)
- 1943: The Amazing Mrs. Holliday
- 1943: Ritt zum Ox-Bow (The Ox-Bow Incident)
- 1943: Der Pilot und die Prinzessin (Princess O’Rourke)
- 1943: Jack London
- 1944: Kismet
- 1944: Heimweh nach St. Louis (Meet Me in St. Louis)
- 1944: Musik für Millionen (Music for Millions)
- 1945: Der dünne Mann kehrt heim (The Thin Man Goes Home)
- 1945: Die Liebe unseres Lebens (This Love of Ours)
- 1945: Mann ohne Herz (Adventure)
- 1946: Lassie – Held auf vier Pfoten (Courage of Lassie)
- 1946: A Boy and His Dog (Kurzfilm)
- 1947: Die Farmerstochter (The Farmer’s Daughter)
- 1947: So einfach ist die Liebe nicht (The Bachelor and the Bobby-Soxer)
- 1947: Brennende Grenze (The Fabulous Texan)
- 1948: Drei kleine Biester (Three Daring Daughters)
- 1948: Die Frau im Hermelin (That Lady in Ermine)
- 1949: Seemannslos (Down to the Sea in Ships)
- 1949: Kleine tapfere Jo (Little Women)
- 1949: Das Schicksal der Irene Forsyte (That Forsyte Woman)
- 1949: Flitterwochen mit Hindernissen (Tell It to the Judge)
- 1950: Lach und wein mit mir (Riding High)